# Mecosaspis croesus
Mecosaspis croesus là một loài bọ cánh cứng trong họ Cerambycidae.